# Euphione branchifera
Euphione branchifera är en ringmaskart som först beskrevs av Moore 1903.  Euphione branchifera ingår i släktet Euphione och familjen Polynoidae. Inga underarter finns listade i Catalogue of Life.